# Río Coipasa
 (octobre 2024).
Si vous disposez d'ouvrages ou d'articles de référence ou si vous connaissez des sites web de qualité traitant du thème abordé ici, merci de compléter l'article en donnant les références utiles à sa vérifiabilité et en les liant à la section « Notes et références ».
Le Río Coipasa est un cours d'eau bolivien.
Il naît des flancs du Nevado Sajama et du Asu Asuni et coule dans l'Altiplano.
Il se jette dans une saline près du Lac Coipasa.